# Nhạc tiền chiến
Nhạc tiền chiến là dòng nhạc đầu tiên của tân nhạc Việt Nam mang âm hưởng trữ tình lãng mạn xuất hiện vào cuối thập niên 1930. Các ca khúc tiền chiến thường có giai điệu trữ tình và lời ca giàu chất văn học. Ban đầu khái niệm nhạc tiền chiến (nhạc trước thời kỳ chiến tranh) dùng để chỉ dòng nhạc mới bằng tiếng Việt theo âm luật Tây phương trước khi nổ ra chiến tranh Việt - Pháp 1945 - 1954, sau này, vì lý do chính trị, khái niệm này mở rộng, bao gồm một số sáng tác trong chiến tranh (1946–1954) cùng phong cách trữ tình lãng mạn, như Dư âm của Nguyễn Văn Tý, Trăng Mờ Bên Suối của Lê Mộng Nguyên... và cả sau 1954 đối với một số nhạc sĩ ở miền Nam như Phạm Đình Chương, Cung Tiến... Một số ca khúc trữ tình cách mạng trong chiến tranh Việt - Pháp như Lời người ra đi, Sơn nữ ca của Trần Hoàn khi lưu hành ở miền Nam cũng được gọi là "nhạc tiền chiến". Các bài tiền chiến thường theo điệu Valse, Tango, Slow Waltz, Boston, Blues, March, một số là các trường ca, hay hát theo phong cách cổ điển hoặc bán cổ điển. Trừ số rất ít, hầu hết các ca khúc tiền chiến thuộc dòng thính phòng hay nhạc nhẹ có tính chất thính phòng. Dòng nhạc trữ tình ở miền nam sau này cũng ảnh hưởng của dòng tiền chiến nhưng thường theo điệu Slow Rock, Slow Ballad, Slow Fox, trong khi nhạc đỏ nhiều bài cũng ảnh hưởng của nhạc tiền chiến về giai điệu.
Những nhạc sĩ tiêu biểu của dòng nhạc tiền chiến: Đặng Thế Phong, Văn Cao, Phạm Duy, Nguyễn Văn Tuyên, Lê Thương, Dương Thiệu Tước, Lưu Hữu Phước, Hoàng Quý, Hoàng Giác, Đoàn Chuẩn, Cung Tiến... 
Các ca khúc như Giọt mưa thu, Con thuyền không bến, Thiên Thai, Trương Chi, Tình ca, Chiều về trên sông, Đêm tàn bến Ngự, Hòn vọng phu,...
Trên thực tế Tân nhạc Việt Nam trước 1945 có hai thể loại chính là tình ca và hùng ca, một số nghiêng về nhạc cổ điển, nhưng nhiều sáng tác là nhạc nhẹ, đại chúng, bên cạnh đó số ít có tính dân gian, nhưng mảng này nở rộ hơn giai đoạn sau 1945.

## Bối cảnh ra đời
Bối cảnh ra đời của nhạc tiền chiến cũng chính là bối cảnh ra đời của tân nhạc Việt Nam. Đó là Việt Nam những năm đầu thế kỷ XX, xuất hiện sau phong trào thơ mới và dòng văn học lãng mạn vài năm.
Sau Chiến tranh thế giới thứ nhất, ở Việt Nam xuất hiện 1 giai cấp mới, đó là giai cấp tư sản. Chủ nghĩa tư bản của người Pháp cùng với nền văn hóa phương Tây vào Việt Nam gây nên những thay đổi lớn. Nhiều giá trị tư tưởng cổ hũ mấy ngàn năm trước đó lại bị giới trẻ có tây học xem thường, thậm chí trở thành đối tượng để mỉa mai của nhiều người. 1 tầng lớp tiểu tư sản ở thành thị hình thành.
Giai cấp tư sản và 1 bộ phận tiểu tư sản lớp trên (trí thức, viên chức cao cấp) đã có 1 lối sinh hoạt thành thị mới với nhiều tiện nghị theo văn minh Tây phương. Họ ở nhà lầu, đi ô tô, dùng quạt điện, đi nghe hòa nhạc. Sinh hoạt của tư sản và tiểu tư sản thành thị cũng thể hiện ngay cả trong cách ăn mặc của thanh niên, mốt quần áo thay đổi mỗi năm. Những đổi thay về sinh hoạt cũng đồng thời với sự thay đổi về ý nghĩ và cảm xúc. Những thay đổi đó cũng do sự tiếp xúc với văn hóa lãng mạn Pháp.
Nếu như những nhà văn lãng mạn, thi sĩ của phong trào thơ mới chịu ảnh hưởng bởi văn học lãng mạn Pháp thì những nhạc sĩ tiền chiến cũng chịu ảnh hưởng bởi âm nhạc phương Tây.

## Ảnh hưởng của âm nhạc Tây phương

Tino Rossi

Đầu thế kỷ XX, những bài hát Âu Mỹ được phổ biến mạnh mẽ tại Việt Nam dưới hình thức đĩa hát loại 78 tours (vòng), hoặc trên màn ảnh những phim nói. Các thanh niên thời đó không còn thích đàn tranh, đàn bầu, đàn nhị, đàn nguyệt nữa mà thay vào đó là mandolin, guitar hơn nữa là violon, piano để có thể làm quen với những bài hát nước ngoài mà họ ưa thích. Rồi họ bắt đầu soạn lời Việt cho những ca khúc nước ngoài, chủ yếu để hát trong bạn bè cho nhau nghe.
Những người thành công nhất trong việc sử dụng nhạc điệu Âu Mỹ để đưa ra những bài hát mới, chính là nghệ sĩ Huỳnh Thủ Trung tức Tư Chơi. Ông vừa là diễn viên, vừa là soạn giả và còn muốn là người soạn nhạc nữa cho nên ông đã sáng tác những ca khúc ngắn mà ông gọi là "bài ta theo điệu tây" và soạn ra những tiểu ca kịch (opérette) mà ông đặt tên là "hoạt kê hài hước" (opérette comique) trình diễn trên sân khấu các đoàn hát xuất xứ từ miền Nam là Trần Đắt và Phước Cương (gánh hát của Bạch Công Tử) vào khoảng 1933-1934.
Trên sân khấu các đoàn Trần Đắt và Phước Cương, ngoài việc soạn ra những tích tuồng mới phản ảnh xã hội Việt Nam vào lúc đó, nghệ sĩ Tư Chơi còn muốn cải cách cả phần âm nhạc. Ông không muốn dùng các bài bản có tính chất cổ truyền như Lưu Thủy, Hành Vân trong opérette của mình. Với sự phổ biến của máy hát chạy bằng lò xo, những "bài hát theo thời" (chansons à la mode) Âu Mỹ đã bắt đầu thịnh hành trong xã hội đô thị Việt Nam. Những bài Pháp như J'ai Deux Amours, Quand On Est Matelot... đã được nhiều người biết đến.
Có thể nói việc làm của nghệ sĩ Tư Chơi đã thành công. Một số bài dù khởi đầu phóng tác từ một điệu Tây, về sau được coi là điệu Việt Nam hoàn toàn. Ví dụ bài Hoà duyên nằm trong nhạc mục của ngành ca kịch cải lương, ít người biết nó khởi sự là một bài ta theo điệu Tây của Tư Chơi, Huỳnh Thủ Trung.
Cùng một lúc với việc Tư Chơi tung ra trên sân khấu những "bài ta theo điệu tây", thì trong giới yêu nhạc cũng có phong trào chuyển ngữ các bài hát Tây do các ca sĩ thời thượng như Tino Rossi, Rina Ketty, Albert Préjean, Georges Milton... hát vào đĩa hát 78 tours (vòng). Các nghệ sĩ sân khấu Việt Nam như Ái Liên, Kim Thoa, lại được các hãng đĩa của người Pháp Odéon, Béka mời thu thanh các bài ta theo điệu tây.
Trong năm 1935-1938, rất nhiều các bài hát của Pháp như Marinella, C'est à capri, Tant qu'il y aura des étoiles, Un jour loin de toi, Celle que j'aime éperdument, Les gars de la marine, L'Oncle de Pékin, Guitare d'amour, Créola, Signorina, Sous les ponts de Paris, Le plus beau tango du monde, Colombella... (phần lớn là sáng tác của nhạc sĩ người Pháp Vincent Scotto) và của Mỹ như Good bye Hawaii, South of the border... đã được phổ biến mạnh mẽ với lời ca tiếng Việt, soạn bởi 1 nhà báo trẻ tên là Mai Lâm và bởi những tác giả vô danh khác.
Đã có những hội "Ái Tino" được thành lập ở Hà Nội, ở Hải Phòng... Một thanh niên có giọng hát tốt, sau này là một nhạc sĩ được nhiều người biết tới, nhạc sĩ Canh Thân, bắt đầu cuộc đời ca hát của anh bằng cái tên Tino Thân.
Phạm Duy gọi giai đoạn 1935-1938 là Thời kỳ chuẩn bị của Tân nhạc Việt Nam.

## Tân nhạc hình thành 1938
Năm 1938 được coi là điểm mốc đánh dấu sự hình thành của tân nhạc Việt Nam với những buổi biểu diễn và thuyết trình của nhạc sĩ Nguyễn Văn Tuyên tại Hà Nội.
Cuối thập niên 1930, nhiều nhạc sĩ khác bắt đầu sáng tác ca khúc như Bẽ bàng (1935), Nghệ sĩ hành khúc (1936) của Lê Yên, Tiếng sáo chăn trâu (1935), Bên hồ liễu (1936), Bóng ai qua thềm (1937) của Văn Chung, Xuân năm xưa (1936) của Lê Thương. Nhưng các nhạc sĩ đó sáng tác và trình bày những ca khúc của mình chỉ trong phạm vi bạn bè. Nguyễn Văn Tuyên là người đầu tiên trình bày ca khúc nhạc cải cách trước công chúng và sau đó những bài hát này được phổ biến rộng rãi trên báo chí.
Nhạc sĩ Nguyễn Văn Tuyên khi đó ở Sài Gòn, là người Việt duy nhất tham gia hội Ái Nhạc (Philharmonique). Ông bắt đầu hát nhạc Tây và đạt được cảm tình của báo chí và radio. Năm 1937 Nguyễn Văn Tuyên phổ 1 bài thơ của 1 người bạn và viết thành ca khúc đầu tiên của ông. Nhà thơ Nguyễn Văn Cổn, khi đó làm việc cho đài Radio Indochine, có đưa thơ cho Nguyễn Văn Tuyên và giúp ông soạn lời ca. Nguyễn Văn Cổn còn giới thiệu ông với thống đốc của Nam Kỳ (Cochinechina) khi đó là Pagès (có tài liệu ghi Rivoal). Thống đốc Nam Kỳ nghe Nguyễn Văn Tuyên hát và đã mời ông du lịch tới Pháp để tiếp tục học nhạc, nhưng Nguyễn Văn Tuyên từ chối vì lý do gia đình. Thay vì vậy ông lại đề nghị và được thống đốc Pagès tài trợ đi 1 vòng Việt Nam tới các thành phố Huế, Hà Nội, Hải Phòng, Nam Định để quảng bá những bài nhạc mới này. Chính Nguyễn Văn Cổn là người đặt tên cho loại nhạc mới là "âm nhạc cải cách" (musique renovée).
Tới Hà Nội vào tháng 3/1938, Nguyễn Văn Tuyên có nói chuyện tại hội Trí Tri. Nhưng trong cuộc vận động cải cách, ông đã gặp 1 cử tọa đông đảo, ồn ào không trật tự. 1 phần thất bại buổi đó do giọng nói địa phương của ông được ít người hiểu. Hơn nữa, có thể nhiều thanh niên Hà Nội lúc đó cho rằng việc hô hào của ông là thừa, vì bài hát cải cách đã có sẵn tại đó.
Tại hội Tri Tri Hải Phòng, Nguyễn Văn Tuyên đã may mắn hơn. Tuy số khán giả chỉ độ 20 người, nhưng ông đã có người thông cảm. Trong buổi nói chuyện này, một vài nhạc sĩ của Hải Phòng cũng trình một bản nhạc mới của miền Bắc. Sau đó nhân kỳ hội của trường Nữ Học Hoài Đức, Nguyễn Văn Tuyên còn trình bày tại rạp chiếu bóng Palace một lần nữa. Và lần này cử tọa rất tán thưởng giọng hát của ông trong bài Bông cúc vàng.
Tờ Ngày Nay của Nhất Linh, một tờ báo uy tín bấy giờ, số 121 ra ngày 31/7/1938 đã đăng bài hát đầu tiên, bài Bình minh của Nguyễn Xuân Khoát lời ca của Thế Lữ, và sau đó là các bản Một kiếp hoa của Nguyễn Văn Tuyên, Bản đàn xuân của Lê Thương, Khúc yêu đương của Thẩm Oánh, Đám mây hàng, Cám dỗ của Phạm Đăng Hinh, Đường trường của Trần Quang Ngọc... ở các số tiếp theo.
Nhiều ca khúc sáng tác từ trước được các nhạc sĩ phát hành. Đầu 1939, nhiều bản nhạc của các nhóm, nhạc sĩ được bày bán tại các hiệu sách. Tân nhạc Việt Nam chính thức hình thành.

## Các nhóm nhạc và nhạc sĩ tiên phong

### Nguyễn Xuân Khoát
Được xem như người anh cả trong tân nhạc Việt Nam. Nguyễn Xuân Khoát tuy sáng tác không nhiều vào thời kỳ tiền chiến nhưng những sáng tác của ông lại làm nên những mốc giá trị. Trước khi tác phẩm đầu tay là Bình minh ra đời, ông đã có nhiều bài khảo cứu hay thuyết trình cho sự cải cách nhạc Việt, được đăng nhiều kỳ trên báo Ngày nay của Tự Lực Văn Đoàn. Tác phẩm Màu thời gian của ông phổ thơ Đoàn Phú Tứ, vừa ra đời đã được hoan nghênh lớn.

### Lê Thương
Nhạc sĩ Lê Thương khi đó dạy học ở Hải Phòng. Ông là một trong những người có sáng tác sớm nhất. Lê Thương cùng Hoàng Quý, Hoàng Phú (tức nhạc sĩ Tô Vũ), Phạm Ngữ, Canh Thân tụ họp thành 1 nhóm ca nhạc sĩ trẻ để bắt đầu sáng tác và hát phụ diễn cho những buổi diễn kịch nói của nhóm kịch Thế Lữ. Ông đã để lại nhiều ca khúc, đặc biệt là những bài truyện ca bất hủ như Bản đàn xuân, Nàng Hà Tiên, Một ngày xanh, Thu trên đảo Kinh Châu và Hòn vọng phu.

### Văn Cao
Văn Cao cũng ở Hải Phòng. Ban đầu ông thuộc nhóm Đồng Vọng của Hoàng Quý và có những sáng tác đầu tay như Buồn tàn thu, Vui lên đường. Năm 1941, Văn Cao lên Hà Nội, ông đã viết những nhạc phẩm giá trị vượt thời gian như Trương Chi, Thiên Thai, Suối mơ, Bến xuân... Sau đó Văn Cao tham gia Việt Minh và viết Tiến quân ca năm 1944 và Trường ca Sông Lô năm 1947.

### Đặng Thế Phong
Đặng Thế Phong thuộc nhóm Nam Định, nhưng ông sớm rời bỏ thành phố để lên Hà Nội. Đầu 1941 Đặng Thế Phong vào Sài Gòn rồi sang Campuchia. Cuối 1941 ông trở lại Hà Nội và mất vào năm 1942 bởi bệnh lao. Đặng Thế Phong chỉ để lại 3 nhạc phẩm Đêm thu, Con thuyền không bến và Giọt mưa thu. Các sáng tác của ông được xem là tiêu biểu cho dòng nhạc tiền chiến và có ảnh hưởng đến những nhạc sĩ sau đó.

### Phạm Duy
Ban đầu là ca sĩ của gánh hát Đức Huy, nên Phạm Duy còn được xem như một trong những người đầu tiên đem thể loại nhạc này đi phổ biến khắp mọi miền đất nước. Phạm Duy gia nhập làng nhạc sĩ năm 1942 với bài Cô hái mơ, phổ thơ Nguyễn Bính, tiếp đó là những bản nhạc lãng mạn như Cây đàn bỏ quên, Tình kỵ nữ, Tiếng bước trên đường khuya hay đậm chất dân ca như Em bé quê, Tình ca, Bà mẹ quê, Gánh lúa... Phạm Duy và Văn Cao là 2 người bạn thân nên thường giúp đỡ nhau trong nghề, họ từng sáng tác chung các ca khúc Bến xuân, Suối mơ.
Phạm Duy là người có công đầu trong việc đem chất dân ca vào tân nhạc, điều này khiến nhạc cải cách xích lại gần với tầng lớp nông dân, dân nghèo.

### Nhóm Myosotis
Myosotis có nghĩa là hoa lưu ly, nhóm nhạc này gồm các nhạc sĩ Thẩm Oánh, Dương Thiệu Tước, Phạm Văn Nhượng, Trần Dư, Vũ Khánh... trong đó hai thành viên quan trọng nhất là Thẩm Oánh và Dương Thiệu Tước. 2 xu hướng chính của nhóm là:
- Sáng tác nhạc mới nhưng có âm hưởng nhạc dân tộc do Thẩm Oánh chủ trương.
- Sáng tác hoàn toàn theo nhạc ngữ Tây phương do Dương Thiệu Tước chủ trương.

Từ 1938 cho tới 1942, nhóm Myosotis với hai nhạc sĩ chính Thẩm Oánh và Dương Thiệu Tước đã để lại nhiều nhạc phẩm giá trị, phần lớn theo phong cách trữ tình lãng mạn.

### Tricéa
Nhóm Tricéa gồm 3 thành viên Văn Chung, Lê Yên và Doãn Mẫn. Tên nhóm Tricéa có nghĩa: 3 chữ C và 3 chữ A được viết tắt từ tiếng Pháp: Collection Des Chants Composés Par Des Artistes Annamites Associés: "Tuyển chọn các tác phẩm âm nhạc của nhóm người viết nhạc Annam".
Những năm khoảng 1939, nhiều ca khúc của nhóm được quần chúng yêu thích như: Ca khúc ban chiều, Trên thuyền hoa, Bóng ai qua thềm của Văn Chung; Biệt ly, Sao hoa chóng tàn, Tiếng hát đêm thu của Doãn Mẫn; Bẽ bàng, Xuân nghệ sĩ hành khúc, Ngựa phi đường xa, Vườn xuân của Lê Yên. Cả ba nhạc sĩ của Tricéa đều thành công, trong đó hơn cả là Doãn Mẫn. Họ đã để lại nhiều nhạc phẩm giá trị, một số trong đó được đánh giá vượt thời gian.

### Đồng Vọng
Nhóm Đồng Vọng được thành lập năm 1939 bởi nhạc sĩ Hoàng Quý, xuất phát từ những tráng sinh biết âm nhạc của phong trào Hướng đạo. Xuất hiện ngay từ những năm đầu, gồm nhiều nhạc sĩ tên tuổi Phạm Ngữ, Đỗ Nhuận, Lưu Hữu Phước, Văn Cao, Canh Thân và Hoàng Phú (tức Tô Vũ), Đồng Vọng mở ra dòng nhạc hùng ca trong tân nhạc Việt Nam.
Ngoài những bản hùng ca viết cho thanh niên, phong trào khỏe và hướng đạo, nhóm Đồng Vọng còn để lại nhiều bản tình ca khác. Cùng với nhóm Nhóm Tổng Hội Sinh Viên của Lưu Hữu Phước, Đồng Vọng đã có những ảnh hướng lớn tới tân nhạc Việt Nam.

### Nhóm Tổng Hội Sinh Viên
Tổng Hội Sinh Viên được thành lập bởi nhạc sĩ Lưu Hữu Phước. Cùng với nhóm Đồng Vọng, Tổng Hội Sinh Viên mở ra dòng nhạc hùng ca trong tân nhạc Việt Nam, nhưng so với Đồng Vọng thì Tổng Hội Sinh Viên mang tính chính trị nhiều hơn.
Tổng Hội Sinh Viên được khởi đầu trong nhóm sinh viên ở Hà Nội trong đó nhiều sinh viên miền Nam tỏ ra có khả năng văn nghệ. Tổng Hội Sinh Viên chú trọng đặc biệt đến việc dùng Tân nhạc trong việc đấu tranh chính trị chống Pháp và Nhật. Lưu Hữu Phước cùng với nhóm sinh viên trong Tổng Hội đã tung ra nhiều ca khúc giá trị khơi dậy lòng yêu nước trong dân chúng, đặc biệt là những học sinh, sinh viên. Những ca khúc như Tiếng gọi sinh viên, Hồn tử sĩ, Bạch Đằng giang, Ải Chi Lăng, Hội nghị Diên Hồng, Hờn Sông Gianh... đã để lại dấu ấn trong lịch sử tân nhạc Việt Nam.

## Giai đoạn 1945-1954
Từ năm 1946, có nhiều nhạc sĩ vào chiến khu và viết ca khúc kháng chiến cổ vũ Việt Minh kháng Pháp, nhưng nhiều người trong số này vẫn có những sáng tác lãng mạn như Phạm Duy với "Bên cầu biên giới", Trần Hoàn với Sơn nữ ca, Việt Lang với Tình quê hương, Tô Vũ với Em đến thăm anh một chiều mưa, Tô Hải với Nụ cười sơn cước, Nguyễn Văn Tý với Dư âm,...
Trong vùng đô thị bị Pháp tạm chiếm, cả 2 dòng nhạc yêu nước và lãng mạn tiếp tục được trình diễn trên đài phát thanh, trong vũ trường và các quán rượu. Năm 1950, tạp chí Việt Nhạc của đài phát thanh Hà Nội đã xuất bản một danh mục hơn 300 ca khúc Việt Nam họ đã phát thanh gồm cả những bài hát lãng mạn và những bài hát mới được sáng tác dành cho những người lính kháng chiến trong rừng núi. Cho tới lúc chấm dứt hoạt động vào năm 1954, họ đã phát thanh được hơn 2000 bài của hơn 300 tác giả.
Một số bài hát được sửa lời bởi tác giả hoặc người khác để phổ biến trong vùng bị Pháp tạm chiếm, ví dụ "Sơn nữ ca" của Trần Hoàn. Bài này ông sáng tác trong thời kỳ tham gia Đoàn Nghệ thuật tuyên truyền tại vùng thâm sơn cùng cốc núi U Bò - rừng Ba Rền thuộc tỉnh Quảng Bình. "Sơn nữ" ở đây là những nữ sinh Huế tham gia kháng chiến mà ông gặp. Bài này khi phổ biến rộng rãi trong vùng tạm chiếm đã được người khác chỉnh lời, về sau bản thân tác giả cũng chấp nhận bản sửa lời.

## Sau 1954 ở miền Nam
Sau năm 1954, Việt Nam chia làm hai thể chế chính trị khác nhau ở hai miền. Những nhạc sĩ tiền chiến ở lại miền Bắc không muốn phổ biến, hoặc không còn sáng tác những ca khúc trữ tình lãng mạn nữa. Những nhạc phẩm tiền chiến cũng giống như các tác phẩm văn học lãng mạn (ví dụ tiểu thuyết Tự Lực văn đoàn) không được phép lưu hành. Những bài hát ở miền Bắc khi đó thường để cổ vũ chiến đấu, xây dựng đất nước, đấu tranh cách mạng... và được xếp vào dòng nhạc đỏ.
Một số nhạc sĩ khác di cư vào miền Nam năm 1954 như Hoàng Trọng, Văn Phụng, Phạm Mạnh Cương... hoặc từ trước đó như Lê Thương, Phạm Duy... và những nhạc sĩ trẻ hơn như Phạm Đình Chương, Cung Tiến... đã tiếp tục dòng nhạc tiền chiến tại miền Nam.
Những nhạc sĩ này trong giai đoạn 1954-1975 có những sáng tác đa dạng, trong đó nhiều ca khúc của họ vẫn được xếp chung vào dòng nhạc tiền chiến, có thể kể đến là "Mộng dưới hoa", trường ca "Hội trùng dương", "Đôi mắt người Sơn Tây" của Phạm Đình Chương, "Hương xưa", "Thu vàng" của Cung Tiến. Những nhạc phẩm tiền chiến thường xuyên được trình diễn và thu âm bởi những tiếng hát hàng đầu như Thái Thanh, Lệ Thu, Khánh Ly, Duy Trác, Sĩ Phú, Hà Thanh, Hoàng Oanh ("Bài Thơ Huế", "Nhớ Huế",... của Lê Mộng Nguyên).

## Số phận nhạc tiền chiến sau 1975

### Trong nước Việt Nam
Tại Việt Nam sau 1975, phần lớn những ca khúc tiền chiến bị cấm lưu hành. Cho tới năm 1987, Tổng bí thư Nguyễn Văn Linh đưa ra quyết định "cởi trói văn nghệ", một số bản nhạc tiền chiến mới được trình diễn trở lại. Từ đó, những nhạc phẩm của Văn Cao, Đoàn Chuẩn, Đặng Thế Phong, Lê Mộng Nguyên... được các ca sĩ trình diễn nhiều nơi, trong đó phải kể đến sự trở lại của Ngọc Bảo, và những nỗ lực của ca sĩ Lê Dung, Ánh Tuyết.
Những năm đầu thế kỷ 21, những ca khúc đầu tiên của dòng tân nhạc vẫn thường xuyên được các ca sĩ trẻ trình diễn và thu âm và một vài người trong số đó đã thanh danh nhờ dòng nhạc này.

### Ngoài nước Việt Nam
Sau sự kiện 30 tháng 4 năm 1975, nhiều ca nhạc sĩ Việt Nam Cộng hòa rời Việt Nam để định cư tại nhiều nước khác trên thế giới, tập trung nhất ở Hoa Kỳ. Tại hải ngoại, các nhạc sĩ như Phạm Đình Chương, Văn Phụng, Hoàng Trọng, Cung Tiến,... ít sáng tác. Có thể nói không nhạc phẩm nào ra đời ở hải ngoại được xếp vào dòng nhạc tiền chiến, nhưng dòng nhạc đó vẫn được yêu thích. Những ca sĩ đã thành danh trước 1975 như Anh Ngọc, Thái Thanh, Hà Thanh, Mai Hương, Quỳnh Giao, Khánh Ly, Lệ Thu, Tuấn Ngọc, Khánh Hà,... hay những ca sĩ trẻ như Trần Thái Hòa, Ngọc Hạ,... thường xuyên trình diễn những nhạc phẩm này.